# Mingary Castle

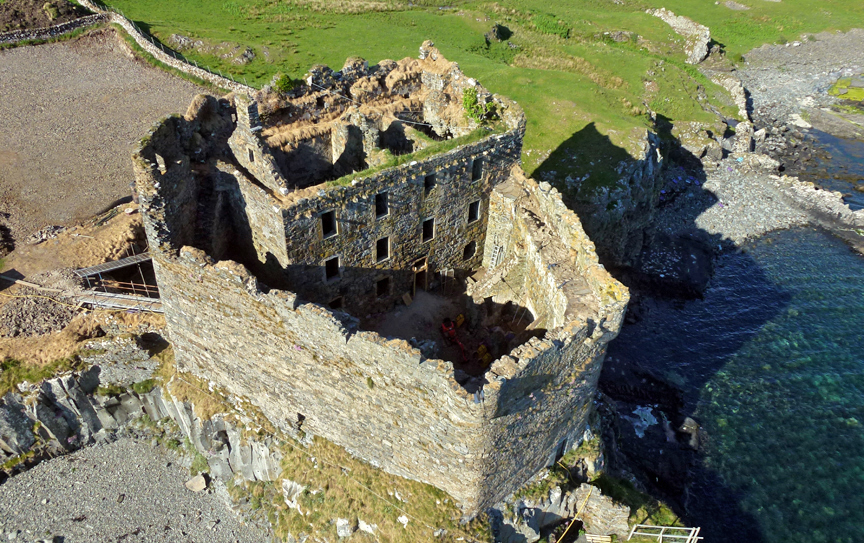
Luftbild von Mingary Castle, Ansicht von Südwesten (2013)

Mingary Castle, auch Mingarry Castle geschrieben, ist die Ruine einer Felsenburg, die rund 1,5 Kilometer südöstlich des kleinen Dorfes Kilchoan in Lochaber in den südlichen, schottischen Highlands steht. Sie ist damit die am westlichsten gelegene Befestigung des britischen Festlandes und zugleich eine der besterhaltenen schottischen Burganlagen des 13. Jahrhunderts.
Obwohl die Wurzeln der Burg im 13. oder 14. Jahrhundert zu suchen sind, stammt die Mehrheit der heutige Bausubstanz aus dem 16. bis 18. Jahrhundert. Die Anlage war bis zu Beginn des 17. Jahrhunderts Sitz der MacIains of Ardnamurchan, einem Zweig der MacDonalds, Lords of the Isles. Auf einem etwa 24 Fuß hohen Felsen über dem Meer an der Südküste der Ardnamurchan-Halbinsel gelegen, war der Standort ein strategisch günstiger Platz, um die Einfahrt zum Mull-Sund sowie zum Loch Sunart und damit den Seeweg-Zugang zur Isle of Mull zu kontrollieren.
Mingary ist die anglisierte Form des gälischen Namens Mhìogharraidh, dessen wahrscheinlichste Bedeutung von den beiden altnordischen Wörtern „mikil“ für „groß“ und „gardhr“ für „Hof“ bzw. „Haus“ herrührt und damit als „großes Haus“ gedeutet werden kann.
Wegen akuter Baufälligkeit konnte die Anlage zum Schluss nur von außen besichtigt werden, da ihr Betreten aus Sicherheitsgründen untersagt war. Der „Mingary Castle Preservation and Restoration Trust“ unternahm seit Mai 2013 Sicherungsmaßnahmen, um die Ruine für die Öffentlichkeit wieder begehbar zu machen. Seit dem März 2016 ist die Anlage wieder zugänglich und bietet nun auch Übernachtungsmöglichkeiten.

## Beschreibung

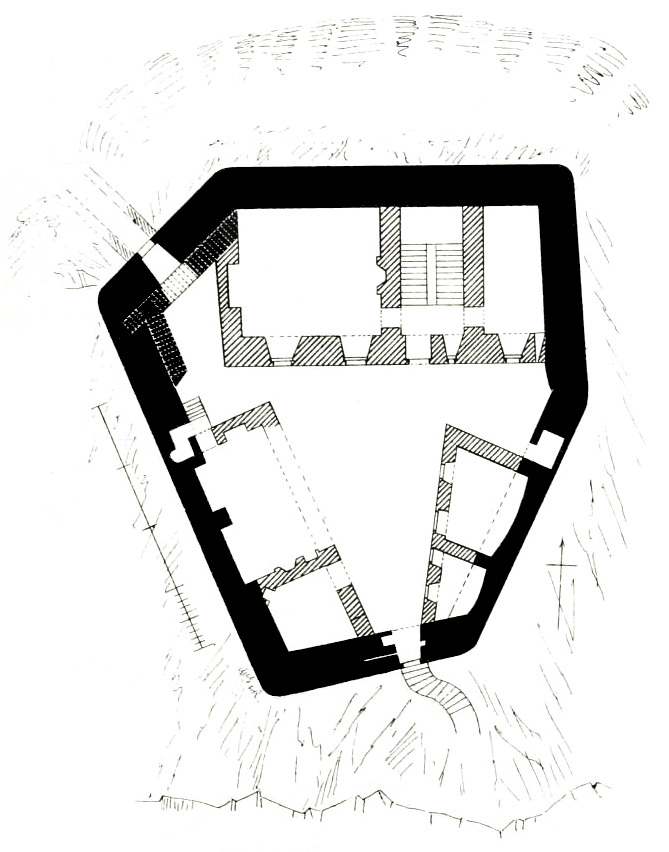
Grundriss der Burgruine mit dem Zustand von etwa 1890

Mingary Castle steht auf einem Felsen, der an drei Seiten von Meer umgeben wird. Die kleine Anlage besitzt einen unregelmäßigen, sechseckigen Grundriss, der durch den Standort bedingt ist. Aufgrund der großen Ähnlichkeit zu Castle Tioram steht zu vermuten, dass beide Burgen von ein und demselben Baumeister errichtet wurden. Mingarys Burgareal misst etwa 19,7 × 17,9 Meter und wird von einer zinnenbewehrten Ringmauer aus Sandstein mit Hausteindekor umschlossen, die heute noch Reste des einstigen Wehrgangs aufweist. Das verbaute Bruchsteinmaterial der Mauer stammt aus einem Inninmore-Steinbruch auf der Halbinsel Morvern. Auf der Seeseite ist sie 1,8 Meter dick und etwa 8,5 Meter hoch. Auf der landwärts gerichteten Seite mit dem Haupteingang an der nördlichen Westecke besitzt sie hingegen eine Dicke bis zu 2,7 Meter und eine Höhe von 14 Metern. Diese Seite mit ihren schmalen Schlitzfenstern ist durch einen drei Meter tiefen und 7,5 Meter breiten Halsgraben zusätzlich gesichert. Früher konnte er nur durch eine Zugbrücke überquert werden, ehe diese im 18. Jahrhundert durch die heutige Steinbrücke ersetzt wurde.
Auf der Seeseite im Süden existiert ein zweiter, kleinerer Zugang zur Burganlage, der vom Seeufer aus über eine in den Fels gehauene Treppe erreichbar ist. Dabei handelt es sich möglicherweise um den älteren Original-Zugang. Das schmale Tor ist nur 2 Fuß und 10 Zoll (etwa 86 cm) breit und wird durch zwei vorkragende Schwarwachttürme an der Südwest- und Südostecke bewacht, die aus dem späten 16. Jahrhundert stammen.
Im Norden lehnt sich die Ruine eines dreigeschossigen Baus von innen an die Ringmauer an. Er stammt aus dem frühen 18. Jahrhundert und ersetzte seinerzeit einen älteren Saalbau. Auf jeder seiner Etagen finden sich zwei unterschiedlich große Räume. An der westlichen Innenseite der Umfassungsmauer steht die Ruine eines zweigeschossigen Gebäudes, das zur selben Zeit wie der Nordbau errichtet wurde. Möglicherweise beherbergte es die Burgküche. Ihm gegenüber finden sich an der Südost-Seite die Reste eines einstöckigen Baus, der später als die beiden übrigen Bauten, jedoch auch im 18. Jahrhundert errichtet wurde.
Eine heute noch teilweise erhaltenen Steintreppe in der Nordwest-Ecke des Innenhofs bot Zugang zum Wehrgang auf der Ringmauer.

## Geschichte
Die frühe Geschichte Mingarys, speziell der Zeitraum der Gründung, ist ungesichert. Viele Publikationen erwähnen das 13. Jahrhundert als Erbauungszeitraum, diese Datierung wurde jedoch ausschließlich aufgrund von architektonischen Merkmalen der ersten Bausubstanz vorgenommen, die genauso für das 14. Jahrhundert als Gründungszeitraum sprechen könnten. Historiker vermuten, dass die Anlage von den MacDougals oder den MacDonalds gegründet würde. Die erste urkundliche Erwähnung der Burg datiert in das Jahr 1493, als der schottische König James IV. am 25. Oktober während seines Kampfes gegen John of Islay in Mingary Castle Station machte. Zu jener Zeit war die kleine Anlage im Besitz des Clans MacIain of Ardnamurchan. Nur zwei Jahre später residiert James IV. am 18. Mai 1495 noch einmal auf Mingary Castle, als die MacIains ihm dabei halfen, eine von Donald MacDonald of Lochalsh angezettelte Rebellion zu beenden. Donalds Vater wurde dabei von einem Mitglied des MacIain-Clans getötet. Nach James’ Tod brachen deshalb zwischen den MacIains und den MacDonalds of Lochalsh Feindseligkeiten aus, in deren Verlauf Donald MacDonald mit seinen Anhängern Mingary Castle im Jahre 1515 belagerte; jedoch vergeblich. Erst eine erneute Belagerung zwei Jahre später hatte Erfolg, und die Burg wurde teilweise zerstört, danach aber wieder instand gesetzt.

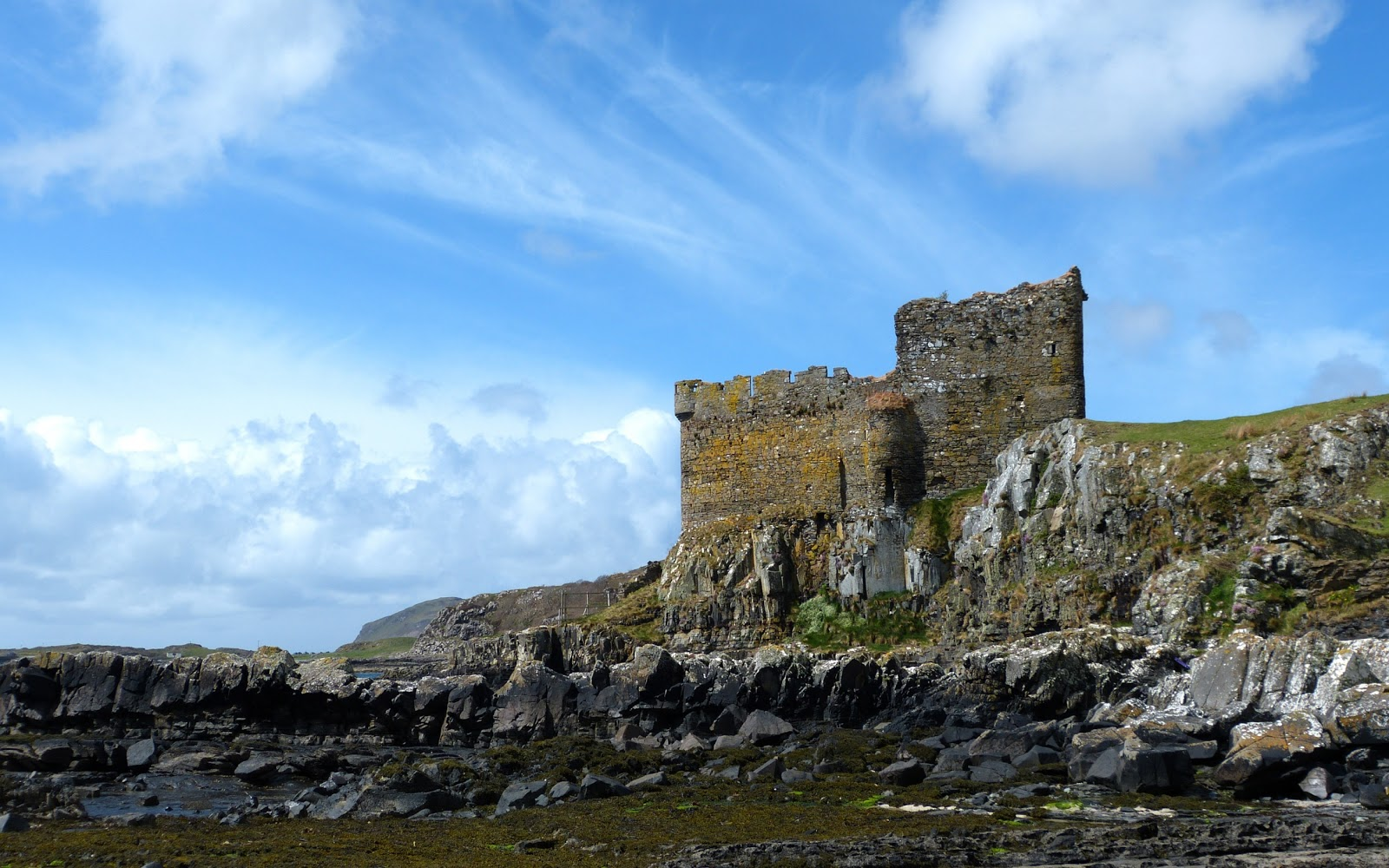
Die Zinnen und Scharwachttürme der seewärts gerichteten Burgseite stammen aus dem späten 16. Jahrhundert

In den 1580er Jahren wurde der MacIain-Clan in eine Fehde zwischen den MacDonalds of Dunnyvaig and the Glens und den MacLeans of Duart verwickelt. In deren Verlauf nahm Lachlan MacLean 1588 John, den Chief der MacIains, gefangen und belagerte Mingary Castle. Er wurde dabei durch Soldaten einer spanischen Galeone namens Florida unterstützt, deren Schiff als Teil der spanischen Armada in der Tobermory Bay Zuflucht vor der Verfolgung durch englische Kriegsschiffe gesucht hatte. Nach drei erfolglosen Tagen musste MacLean die Belagerung aber aufgeben, weil sich zum Entsatz der Burg einige eilig von den benachbarten Clans aufgestellte Truppen näherten, die den MacLean-Kämpfern zahlenmäßig weit überlegen waren. Gegen Ende des 16. Jahrhunderts war es auch, als die mittelalterliche Anlage erstmals einen Umbau erfuhr. Dabei wurde nicht nur der nördliche Teil der Ringmauer erhöht und verstärkt, sondern ihm auch ein neuer Zinnenkranz aufgesetzt, um eine Verteidigung der Burg mit Musketen zu ermöglichen. Auch auf der seewärts gerichteten Seite wurden die Zinnen erneuert sowie die heute noch vorhandenen Scharwachttürme angebaut. In die gleiche Zeit fällt die Konstruktion des südlichen Zugangs. Möglicherweise handelte es sich dabei aber auch nur um einen Umbau eines schon länger vorhandenen Tors. Während des 17. Jahrhunderts kamen dann nur noch einige kleinere Änderungen am Wehrgang der Nordwest- und Westseite der Ringmauer sowie vielleicht der Umbau der Haupteingangs an der Nordwestecke hinzu.
Bereits 1519 hatte König Jakob V. Ardnamurchan und seine Burgen an Colin Campbell, den 3. Earl of Argyll, gegeben. Trotzdem waren die MacIains vorerst im Besitz Mingarys geblieben. Im Jahr 1612 aber übertrug Archibald Campbell, 7. Earl of Argyll, Mingary an seinen Schwager Donald Campbell of Barbreck-Lochow und gab ihm die Erlaubnis, auf Kosten des Earls eine Burgmannschaft zu rekrutieren. Die MacIains wurden aus Mingary Castle vertrieben. 1622 versuchte der Clan MacDonald noch einmal erfolglos Mingary Castle zurückzuerobern und die Campbells zu vertreiben. Dies gelang aber Alasdair MacColla (auch Colkitto genannt) während des englischen Bürgerkriegs im Jahr 1644. Er nahm die Burg im Namen des englischen Königs Charles I. ein, aber 1647 eroberte General David Leslie Mingary für die Covenanters zurück und gab die Burg 1651 wieder in die Obhut der Campbells.
Archibald Campbell, 10. Earl of Argyll vergab Ardnamurchan inklusive Mingary Castle im Jahr 1696 an Alexander Campbell of Lochnell, der Anfang des 18. Jahrhunderts damit begann, diverse bauliche Veränderungen an der Anlage vorzunehmen. So ließ er an der Nordseite des Innenhofs ein dreigeschossiges Gebäude mit Satteldach errichten, das einen älteren Vorgängerbau ersetzte. Ebenso wurde an der Innenseite der westlichen Ringmauer ein zweigeschossiges Gebäude gebaut, dem im weiteren Verlauf des 18. Jahrhunderts die Errichtung eines Ein-Etagen-Baus auf der gegenüberliegenden, südöstlichen Seite des Innenhofs folgte. 1723 erwarb Alexander Murray die Anlage inklusive des dazugehörigen Landes. Durch seinen Tod 1743 erlebte er nicht mehr, wie während des zweiten Jakobitenaufstands englische Truppen in der Burg stationiert wurden. Die anfänglich nur kleine Anzahl Soldaten wurde im Januar 1746 auf 59 erhöht. Zu jener Zeit stand Mingary Castle unter Verwaltung von Donald Campbell of Auchindoun. Um 1770 kaufte James Riddell ganz Ardnamurchan und damit auch Mingary. Seine Nachfahren blieben bis in das Jahr 1848 Eigentümer der Anlage. Es ist nicht geklärt, wann die Burg aufgegeben wurde, doch 1838 waren die Gebäude wohl noch bewohnbar. Bei Aufgabe der Anlage wurde alles mitgenommen und aus- bzw. abgebaut, was von Wert war oder wiederverwendet werden konnte, und so setzte ein allmählicher Verfall ein.
Auf Betreiben des Eigentümers Donald Houston wurde Anfang 2013 der „Mingary Castle Preservation and Restoration Trust“ gegründet. Dieser führt seit April 2013 Sicherungsmaßnahmen an und archäologische Grabungen in der Burg durch. Ziel dabei ist, die noch ungeklärten Anfänge der Burggeschichte zu ergründen und die Anlage bis 2015 soweit herzurichten, dass ihre Räume vermietet werden können.